# Bucculatrix unipuncta
Bucculatrix unipuncta är en fjärilsart som beskrevs av Walsingham 1897. Bucculatrix unipuncta ingår i släktet Bucculatrix och familjen kronmalar. Inga underarter finns listade i Catalogue of Life.